# Título hereditário
Títulos hereditários, num sentido amplo, são títulos, denominações honoríficas, que são hereditários e assim tendem a permanecer ou a ser vinculados a determinadas famílias.
Alguns títulos hereditários são herdados somente pelo filho mais velho (ver primogenitura); outros podem ser conferidos à criança mais velha, de qualquer sexo, ou igualmente para todos os filhos de uma determinada família (o que é raro), ou podem ser compartilhados e assim multiplicados no caso de um título e/ou divididos no caso de um objeto "real".

## Tipos de títulos hereditários
Exemplos proeminentes de títulos hereditários:
- Monarquia hereditária - no Reino Unido (e em vários países da Commonwealth), Arábia Saudita, Bahrein, Butão, Brunei, Camboja, Japão, Tailândia, Bélgica, Dinamarca, Luxemburgo, Liechtenstein, Mônaco, Países Baixos, Noruega, Espanha, Suécia, Jordânia, Marrocos, Qatar e Tonga.
- Títulos de nobreza - no Reino Unido e em outros países (ver pariato). No Reino Unido, a maioria dos títulos de nobreza (pariatos e o título inferior de baronete) passam unicamente para o filho mais velho (ou ocasionalmente para a filha mais velha, na ausência de herdeiros masculinos); todos os outros filhos e filhas dos pares são "comuns", embora possam usar um ou mais títulos de cortesia independentes, ou apenas Lorde, Lady ou Honourable dependendo do grau de pariato obtido pelo pai ou mãe, ou também um título ao estilo de um par sem assento na House of Lords, geralmente um ou dois níveis abaixo daquele do pai.

 Em muitos países da Europa, títulos podem ser herdados por todos os herdeiros masculinos de uma família, cujos membros compartilham o mesmo título ao mesmo tempo (por exemplo, na nobreza szlachta da Polônia ou nas nobrezas dos estados que sucederam ao Sacro Império Romano-Germânico). No Extremo Oriente, a principal tradição (de inspiração chinesa) é que os títulos se desvalorizem com o passar das gerações, mas não no mesmo nível.
Alguns títulos indicados pela corte, como por exemplo no Reino Unido, Earl Marshal e Lord Great Chamberlain. A maioria destes títulos são sinecuras, isto é, puramente cerimoniais. São geralmente transferidos ao filho mais velho (exceto no caso do Lord Great Chamberlain, o qual é dividido entre os chefes das famílias Cholmondeley e Willoughby).
Muitos outros, especialmente na Idade Média, onde ofícios tornavam-se herdáveis, frequentemente vinculados ao exercício militar (por exemplo, guardião de um castelo; no Japão, mesmo o xogum) e/ou funções dominiais, o que também explica porque tais funções se tornaram títulos de nobreza (por exemplo, burgrave, marquês).